# Kozia Ulica (Bukowie)
Kozia Ulica – część wsi Bukowie w Polsce, położona w województwie świętokrzyskim, w powiecie ostrowieckim, w gminie Kunów.
W latach 1975–1998 Kozia Ulica administracyjnie należała do województwa kieleckiego.